# 棟加河

棟加河（Donga）是西非國家尼日利亞和喀麥隆的河流，從尼日利亞東南部曼比拉高原的發源向西北方流，最終注入貝努埃河，流域面積20,000平方公里。
7°9′44″N 10°34′18″E / 7.16222°N 10.57167°E